# 端復初
端 復初（たん ふくしょ、生没年不詳）は、元末明初の官僚。字は以善。本貫は建康府溧水県。

## 生涯
子貢（端木賜）の末裔とされ、端木氏を省略して、端氏を名乗った。元末に小吏となった。常遇春が金華に駐屯すると、幕下に召し出された。しばらくして辞去した。朱元璋にその名を知られ、召し出されて徽州府経歴となった。農民の耕作する実際の田地に基づいて、図籍を編集させ、積弊を刷新した。官を歴任して磨勘司令となった。ときに官署は新たに立ったものばかりで、処理を必要とする公文書は山積していたが、復初は審査して公文書を滞留させなかった。その性格は峻厳であり、周囲の人はかれの前で仕事を私しようとしなかった。同僚や属官の多くは貪欲で腐敗していたが、復初はひとり清廉潔白であった。1371年（洪武4年）、刑部尚書に抜擢され、法を公平に運用した。杭州で食糧の横領事件が発覚して、100人あまりの逮捕者を出した。復初が洪武帝（朱元璋）の命を受けて糾明に当たると、真偽を弁別して立件し、知府以下をみな罪に服させた。翌年、湖広参政として出向した。農地に戻った民衆に賦一年分を還付させたため、流亡した人々がみな農村に集まってきた。後に事件に連座して南京に召還され、死去した。

## 子女
二子があり、前後して朝鮮に対する使節をつとめ、清節で知られて、朝鮮の人はかれらのために「双清館」を立てた。
- 端孝文（翰林待詔）
- 端孝思（翰林侍書）